# منتخب السعودية تحت 19 سنة لكرة السلة
المنتخب السعودي لكرة السلة لأقل من 19 عامًا هو الفريق الوطني لكرة السلة في المملكة العربية السعودية، ويُديرهُ الاتحاد العربي السعودي لكرة السلة. يُمثّل البلد في المسابقات الدولية لكرة السلة لأقل من 19 عامًا وأقل من 18 عامًا.